# H.G. Leih
Hendrik George Leih (Huizen, 27 juni 1928 — Zwolle, 28 februari 2012) was een Nederlands historicus. 
Na zijn opleiding aan het Christelijk Lyceum te Hilversum studeerde Leih geschiedenis (bijvak Nederlands) aan de Vrije Universiteit te Amsterdam, waar hij in 1956 het doctoraal examen deed. In 1952 werd hij leraar aan het Christelijk Lyceum te Dokkum. Vervolgens was Leih van 1953 tot 1982 leraar in de vakken geschiedenis en staatsinrichting aan het Gereformeerd Gymnasium te Kampen, dat later werd voortgezet in het Gereformeerd Lyceum en in het Johannes Calvijn Lyceum (tegenwoordig Ichthus College).